# Omar El Hilali
Omar El Hilali (nascut el 3 de setembre de 2003) és un futbolista professional marroquí que juga com a lateral dret al RCD Espanyol.

## Carrera de club
Nascut a l'Hospitalet de Llobregat, Catalunya, El Hilali es va incorporar a l'equip juvenil del RCD Espanyol als 13 anys, procedent del CF Santa Eulàlia de la seva ciutat natal. Va fer el seu debut com a sènior amb el filial el 18 d'octubre de 2020, començant com a titular en una victòria a casa per 2-1 de Segona Divisió B contra l'AE Prat.
El Hilali va debutar amb el primer equip amb només 17 anys el 4 d'abril de 2021, i va substituir a la segona part del lesionat Óscar Gil en una victòria a casa per 3-0 davant l'Albacete Balompié a Segona Divisió.

## Carrera internacional
El Hilali va néixer a Espanya en una família marroquina, amb arrels a Tànger. Va representar els sub-20 del Marroc a la Copa de Nacions d'Àfrica sub-20 de 2021.
El juny de 2023, va ser inclòs a la convocatòria final de la [selecció de futbol sub-23 del Marroc per a la Copa d'Àfrica Sub-23 de 2023, organitzada pel mateix Marroc, en què els marroquins varen guanyar el seu primer títol i es van classificar així pels Jocs Olímpics d'estiu de 2024.